# Chant V de l'Enfer
Le Chant V de l'Enfer est le cinquième chant de l'Enfer de la Divine Comédie du poète florentin Dante Alighieri. Il se déroule dans le deuxième cercle, à savoir où les luxurieux sont punis ; nous sommes dans la nuit du 8au 9 avril 1300 (samedi saint), ou selon d'autres commentateurs entre le 25 et le 26 mars 1300.

## Thèmes et contenus
Le Chant décrit le deuxième cercle de l'enfer, celui des luxurieux, depuis le moment où Dante et Virgile y descendent jusqu'à leur départ du monde de ces âmes.

### Le deuxième Cercle, Minos - versets 1-24

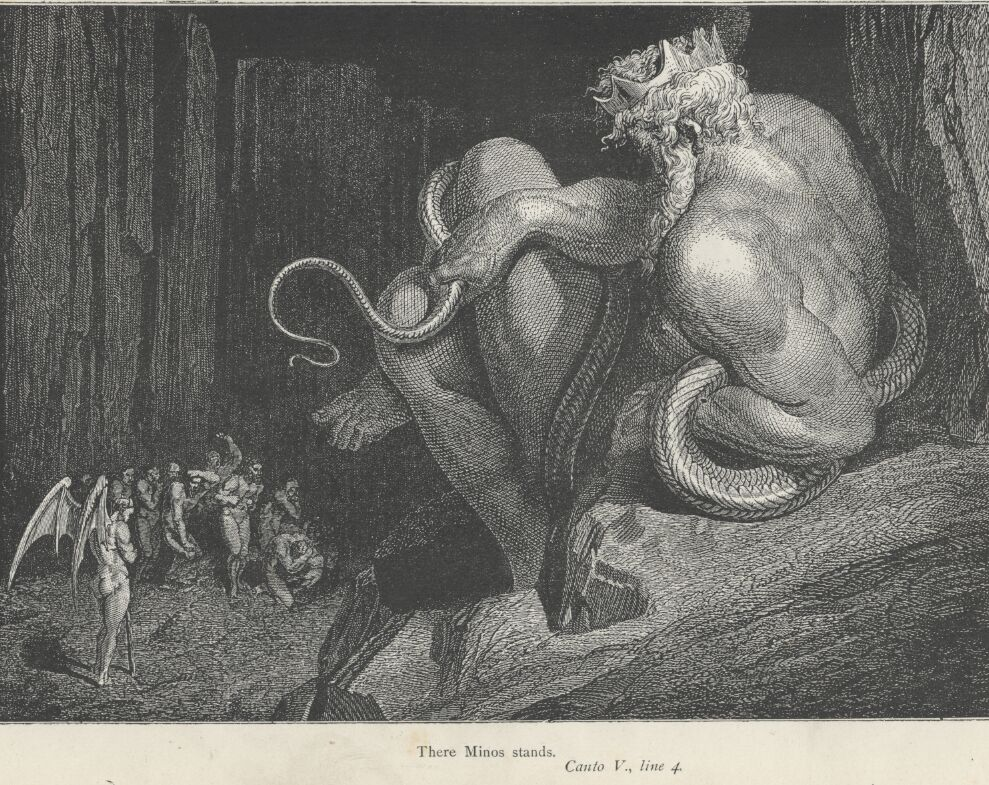
Minos, illustration de Gustave Doré

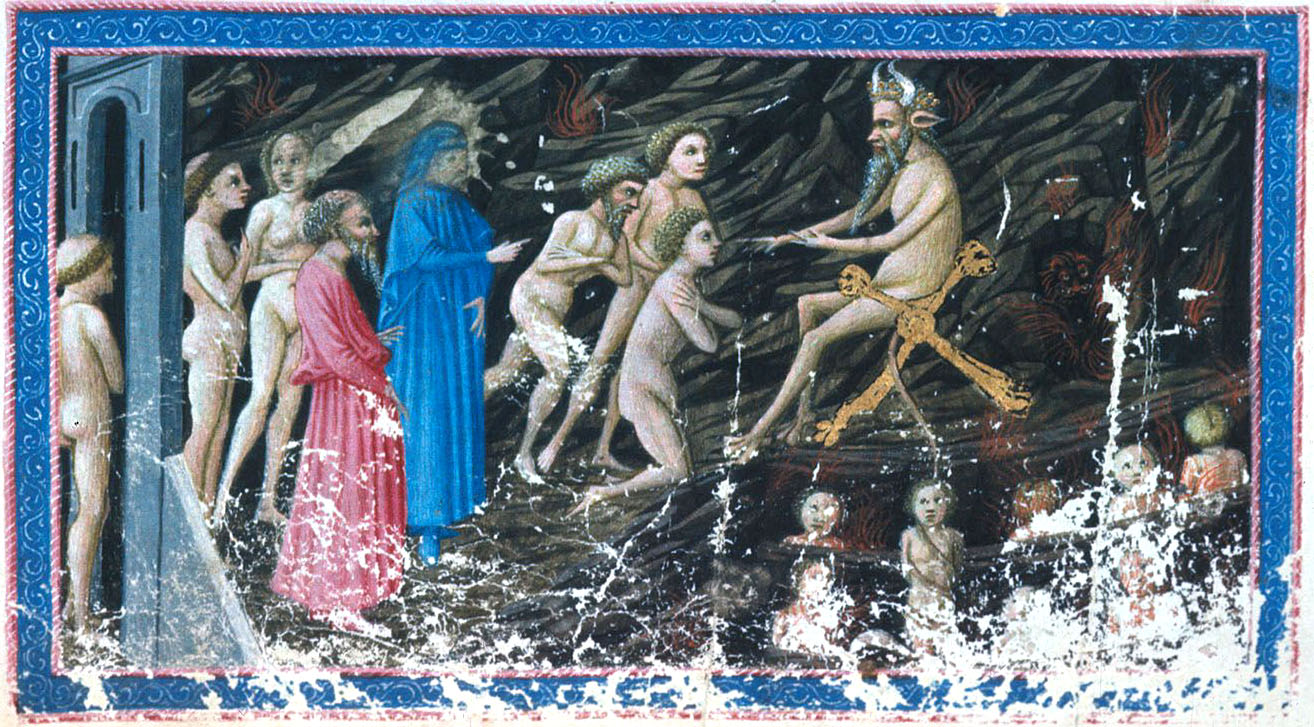
Illustration de la première partie du, Priamo della Quercia (XVe siècle).

Dante et Virgile arrivent dans le deuxième cercle, plus étroit (L'enfer est comme un entonnoir à cercles concentriques), mais beaucoup plus douloureux, au point que les damnés sont poussés à glapir, ce qui est le vers bestial déjà mentionné pour les paresseux (III v.22).
Ici, Minos se tient debout, horrible, et grogne de rage : c'est le juge infernal (depuis Homère), qui juge les damnés qui se tiennent devant lui, en enroulant sa queue autour de son corps autant de fois que le nombre de cercles que les damnés doivent descendre pour recevoir leur châtiment. Lorsque les damnés se tiennent devant lui, en effet, ils confessent tous leurs péchés, poussés par une force divine, et Minos tranche, en tant que gran conoscitor de le peccata.
Minos, apercevant Dante, interrompt sa tâche et lui adresse un avertissement, le prévenant qu'il est facile d'entrer en Enfer, de se méfier de celui qui le guide (un damné, c'est-à-dire Virgile) et que la largeur de la porte infernale ne doit pas le tromper (comme pour dire qu'y entrer est facile, mais en sortir ne l'est pas). Virgile prend alors immédiatement la parole et, comme il l'avait déjà fait avec Charon, l'exhorte à ne pas entraver un voyage voulu par le Ciel, en utilisant exactement les mêmes mots : Vuolsi così colà dove si puote / ciò che si vuole e più non dimandare.
Minos, bien que décrit avec les traits grotesques d'un monstre, a une attitude royale et solennelle dans ses propos. Alors qu'en fait, aux dures paroles de Virgile, Dante avait consacré un triolet pour décrire la réaction de Charon, Minos disparaît de la scène sans la moindre allusion : il est considéré comme un pur serviteur de la volonté divine.

### Les Luxurieux: versets 25-72

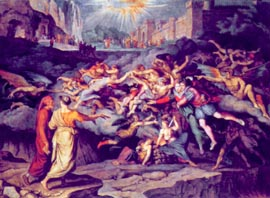
Joseph Anton Koch, La rencontre de Dante et Virgile avec les âmes des luxurieux et Paolo et Francesca, 1823.

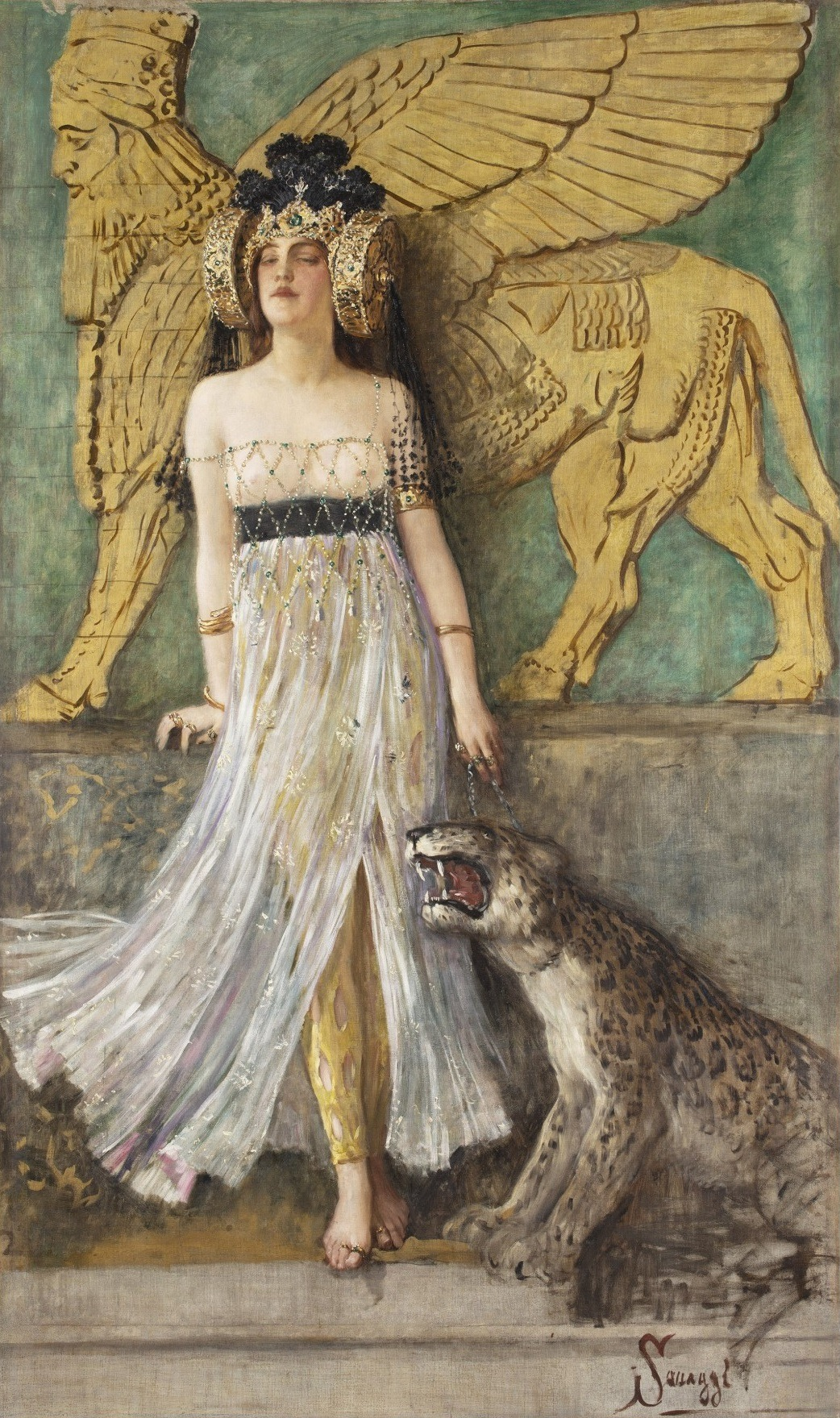
La reine Sémiramis est une œuvre symboliste du peintre Cesare Saccaggi ; la luxure est symbolisée par le félin féroce aux mâchoires béantes dompté par la reine.

Au-delà de Minos, Dante se trouve pour la première fois en contact avec les vrais damnés punis dans leur cercle :
Dans ce lieu sombre, où résonnent les pleurs, on entend le vent mugir comme lorsqu'une tempête éclate en mer, à cause des vents contraires qui se croisent ; mais cette tempête infernale ne s'arrête jamais et entraîne les esprits par sa violence, surtout lorsqu'ils arrivent devant le bord de l'abîme infernal, la ruine. Devant ce précipice, les cris, les lamentations et les blasphèmes augmentent. Ce qu'est exactement cette ruine n'est pas clair, qu'il s'agisse de la faille d'où sort la tempête ou d'un de ces glissements de terrain produits par le tremblement de terre après la mort du Christ (cf. Inf. XII, 32 et Inf. XXIII, 137), ou peut-être l'endroit où les damnés doivent descendre pour la première fois dans le cercle après la condamnation de Minos.
Dante, dans ce cas, comprend qui sont les damnés qui sont ici punis : les peccator carnali / che la ragion sommettono al talento, c'est-à-dire les luxurieux qui ont laissé l'instinct l'emporter sur la raison.
Suivent deux comparaisons avec le monde des oiseaux : les esprits qui sont entraînés par le vent de-ci de-là, en bas, en haut, et qui espéreraient au moins une atténuation de leur peine. Certaines ressemblent à des volées désordonnées mais compactes lorsque, à l'arrivée du froid, elles partent pour leur migration hivernale ; d'autres à des grues volant en ligne. Dante demande à Virgile une explication.
Il le satisfait et commence à énumérer les âmes de ceux qui ont la particularité d'être tous morts par amour :
- Sémiramis, qui a fait une loi pour autoriser la libido dans son pays et qui ne peut donc pas être blâmée pour sa conduite libertine ; elle est également indiquée comme l'épouse et le successeur de Nino, qui a régné dans le pays que le sultan gouverne, c'est-à-dire Babylone, bien qu'à l'époque de Dante, le sultan régnait sur Babylone d'Égypte.
- Didon, personnage virgilien,  non cité nommément, mais qu'il indique comme celle qui a rompu son serment sur les cendres de Sicheus et s'est tuée par amour (d'Énée).
- Cléopâtre.
- Hélène de Troie, pour qui tant de mal est né.
- Achille,  qui s'est battu par amour (au Moyen Âge, on disait qu'il était tombé follement amoureux de Polyxène, fille de Priam, et que par amour, il s'était laissé entraîner dans une embuscade où il fut tué par traîtrise, voir aussi les Métamorphoses d'Ovide).
- Pâris.
- Tristan.

Après avoir entendu parler de ces âmes, héroïnes et chevaliers antiques (au sens médiéval, en tant que personnages mythiques et importants en général), Dante est au sommet de la « pietas  » et est égaré.

### Paolo et Francesca: versets 73-142

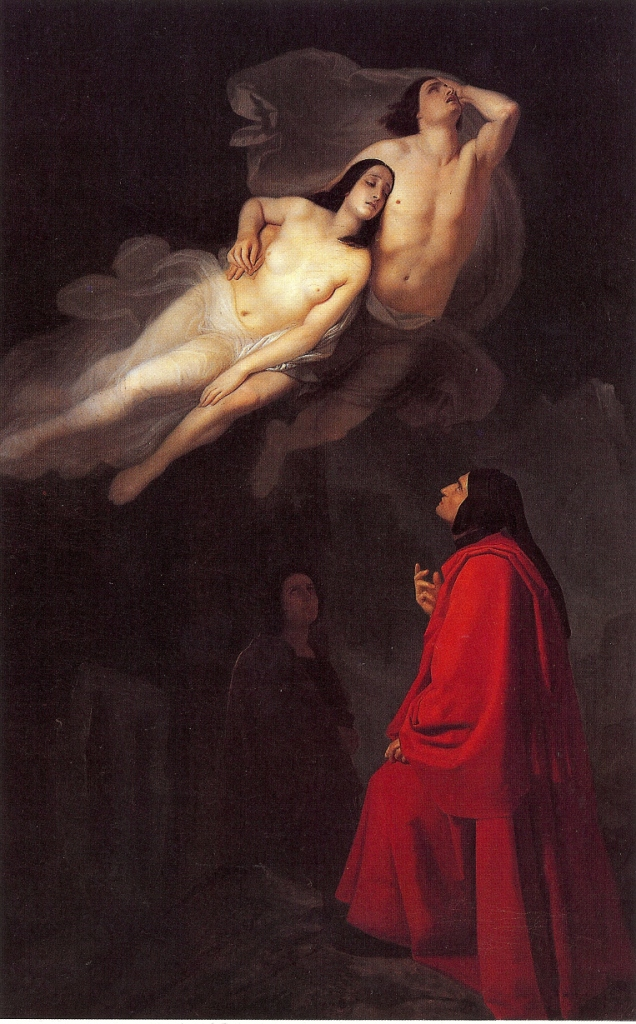
Giuseppe Frascheri, Dante et Virgile rencontrent Paolo et Francesca, 1846.

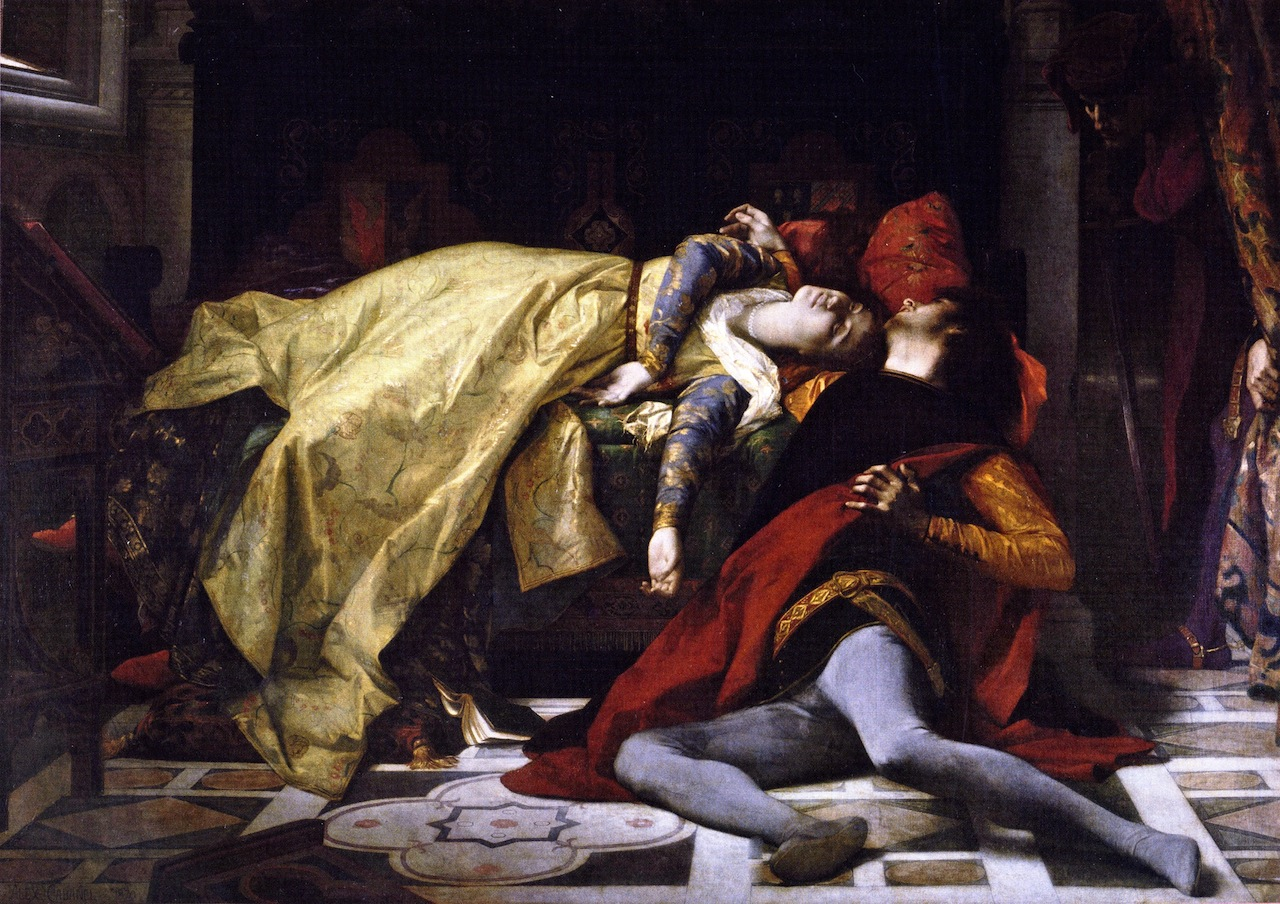
Alexandre Cabanel, Mort de Francesca da Rimini et Paolo Malatesta, 1871.

L'attention de Dante est attirée par deux âmes qui se déplacent en ligne, mais qui, contrairement aux autres, sont côte à côte et semblent lire dans le vent, il demande donc à Virgile de leur parler : ce dernier accepte et conseille à Dante de leur demander de s'arrêter lorsque le vent les rapprochera.
Dante s'adresse alors à eux : « O âmes troublées, / venez nous parler, s'altro (c'est-à-dire Dieu) nol niega ! ». Puis ils ont émergé des rangs des morts pour l'amour (où se trouvait Didon) comme des colombes s'élevant ensemble pour voler vers le nid.

Les âmes viennent donc du ciel infernal, grâce à la demande pitoyable du Poète. La femme parle : (paraphrase) 

« Ô gentil et bon personnage qui visite dans le sombre enfer les âmes de nous qui teignons la terre de sang, si Dieu était notre ami, nous le prierions de vous recommander à lui, parce que vous avez eu pitié de nous, pécheurs pervers. Dites-nous ce que vous voulez savoir et nous vous parlerons, tant que le vent nous permettra de nous reposer. La ville où je suis né se trouve là où le Pô trouve la paix, se jetant dans la mer avec ses affluents (Ravenne). L'amour qui s'enracine rapidement dans les cœurs doux l'a rendu (Paolo) amoureux de ma belle présence, que je n'ai plus ; la manière m'offense encore . »

Ainsi, l'amour ne dispense aucun aimé d'aimer à son tour. Dante rappelle ici explicitement la théologie chrétienne selon laquelle tout l'amour que chacun donne aux autres lui sera rendu de manière égale, même si ce n'est pas en même temps ou sous la même forme. Mais le poète ne pouvait pas ignorer le fait que l'amour peut aussi être non réciproque. À cet égard, un spécialiste a récemment proposé une autre interprétation, plus plausible, de ce verset : Amor che (non) perdona a nullo (di) amar (chi è) amato ; c'est-à-dire « l'amour qui interdit, qui ne permet à personne d'aimer ceux qui ont déjà un lien d'amour  », en se référant précisément à la passion interdite de Francesca pour Paolo, puisque tous deux étaient déjà liés, elle à Gianciotto et lui à sa femme . Francesca représente en tout cas une héroïne romantique : en effet, en elle nous avons la contradiction entre l'idéal et la réalité ; elle réalise son rêve, mais reçoit la punition ultime.
Ce sont les paroles des deux personnages (bien que seule Francesca ait parlé). Dante penche son visage de façon pensive jusqu'à ce que Virgile l'éperonne en lui demandant « À quoi penses-tu ? ».
Dante ne donne pas de véritable réponse mais semble poursuivre ses pensées à voix haute : (paraphrase) « Quelles belles pensées amoureuses, quel désir mutuel a conduit ces âmes à la damnation ! ». Puis, se tournant à nouveau vers elles :« Francesca, tes douleurs me rendent triste et pieux, au point de vouloir pleurer. Mais dis-moi, par quels faits et comment es-tu passée des doux soupirs à la passion qui entraîne tant de désirs douteux ? ».
Et elle a répondu : (paraphrasant) « Rien n'est pire pour moi que de me rappeler les moments heureux maintenant que je suis dans cette condition misérable. Mais si tu veux vraiment connaître l'origine de notre amour, je te le dirai en pleurant (comme quelqu'un qui pleure et qui dit). Un jour, nous lisions en passant l'histoire d'amour de Lancelot. Nous étions seuls et ne soupçonnions rien. Plusieurs fois cette lecture nous a fait nous regarder et nous a fait blanchir, craignant d'affronter l'amour... mais c'est à un moment précis que notre volonté a été vaincue : lorsque nous avons lu le baiser entre Lancelot et Guenièvre, Paolo, qui ne se séparera jamais de moi, ma bouche s'est embrassée toute tremblante. Galeotto était le livre et celui qui l'avait écrit : ce jour-là, nous ne sommes pas allés plus loin dans la lecture. »
Pendant qu'un esprit disait cela, l'autre pleurait si pitoyablement que je me sentis mourir et tombai à terre comme tombe un cadavre.
Il s'agit des deux âmes de Paolo Malatesta et Francesca da Polenta qui, submergées par la passion, ont été surprises par Gianciotto Malatesta, respectivement frère de Paolo et mari de Francesca, et traîtreusement massacrées.

## Analyse
La rencontre avec Paolo et Francesca est la première dans tout le poème où Dante parle avec un véritable damné (à l'exception, en fait, des poètes des Limbes). En outre, pour la première fois, un personnage contemporain est évoqué, conformément au principe que Dante lui-même rappellera dans le Chant XXVII du Paradis de préférer évoquer des âmes de renommée connue parce qu'elles sont plus persuasives pour le lecteur de l'époque (fait sans précédent dans la poésie engagée et longtemps sans suite, comme l'a souligné Ugo Foscolo).
Paolo et Francesca se retrouvent dans les rangs des « morts par amour », et leur démarche est décrite par pas moins de trois simulacres rappelant le vol des oiseaux, tirés en partie de l'Énéide.
Tout l'épisode a pour motif principal la pitié : la pitié affectueuse perçue par les deux damnés lorsqu'ils sont convoqués (au point que Francesca a le désir paradoxal de prier pour lui, dit une âme infernale), ou la pitié qui transparaît de la méditation de Dante après la première confession de Francesca, lorsqu'il reste silencieux, et enfin le climax final lorsque le poète tombe inconscient (di pietade / io venni menni così com'io morisse).
C'est pourquoi Dante est très indulgent dans son portrait des deux amants : ils ne sont pas décrits avec une sévérité intransigeante ou méprisante (par exemple, comme Sémiramis est froidement décrite juste avant), mais le poète trouve quelques excuses à leur péché, mais seulement sur le plan humain (il ne remet pas en question, par exemple, la gravité du péché, ses convictions religieuses étant fermes). Francesca apparaît donc comme une créature douce au sens des méthodes de cour, c'est-à-dire courtoise. Francesca, dans ses paroles, exprime la théorie de l'amour courtois de l'écrivain français Andrea Cappellano, reprise en partie par Stilnovo. L'amour naît dans les cœurs doux (noblesse des sentiments) et non par transmission héréditaire. De plus, il est généré par la beauté et possède une force irrésistible. Cependant, dans ce chant, Dante-auteur, penchant pour un amour vertueux de claire inspiration chrétienne, dépasse la tradition courtoise-stilnoviste dont la conception de l'amour ne procurerait pas de renouvellement moral et conduirait donc à une obnubilation de la raison, à une condition de péché.